# Mataruge, Kraljevo
Mataruge (izvirno srbsko Матаруге) je naselje v Srbiji, ki upravno spada pod Občino Kraljevo; slednja pa je del Raškega upravnega okraja.

## Demografija
V naselju živi 307 polnoletnih prebivalcev, pri čemer je njihova povprečna starost 40,8 let (40,1 pri moških in 41,5 pri ženskah). Naselje ima 146 gospodinjstev, pri čemer je povprečno število članov na gospodinjstvo 2,62.
To naselje je, glede na rezultate popisa iz leta 2002, večinoma srbsko.
|  |

| Demografija | Demografija     | Demografija     |
| Leto        | Št. prebivalcev | Št. prebivalcev |
| ----------- | --------------- | --------------- |
|             |                 |                 |
|             |                 |                 |
|             |                 |                 |
|             |                 |                 |
| 1948        | 497             |                 |
| 1953        | 466             |                 |
| 1961        | 482             |                 |
| 1971        | 454             |                 |
| 1981        | 369             |                 |
| 1991        | 455             | 440             |
| 2002        | 387             | 383             |
|             |                 |                 |

| Etnična sestava po popisu iz leta 2002 | Etnična sestava po popisu iz leta 2002 | Etnična sestava po popisu iz leta 2002 | Etnična sestava po popisu iz leta 2002 | Etnična sestava po popisu iz leta 2002 |
| -------------------------------------- | -------------------------------------- | -------------------------------------- | -------------------------------------- | -------------------------------------- |
| Srbi                                   | Srbi                                   |                                        | 381                                    | 99,47%                                 |
| Hrvati                                 | Hrvati                                 |                                        | 1                                      | 0,26%                                  |
| Makedonci                              | Makedonci                              |                                        | 1                                      | 0,26%                                  |
| Neznano                                | Neznano                                |                                        | 0                                      | 0,0%                                   |